# Буття
Ансамбль традиционной музыки «Буття» (рус. бытие, читается как «буття́») — украинский музыкальный коллектив, продолжающий традицию аутентичного пения, игры на музыкальных инструментах и танца, ныне прекратившую своё существование в естественной среде. Участники коллектива пытаются воспроизвести звучание традиционных сельских ансамблей или как можно точнее реставрировать его. Коллектив исполняет инструментальную музыку, песни с сопровождением и без него. Репертуар включает традиционные свадебные наигрыши, сопровождения к танцам, лирические песни, шуточные песни, баллады, чумацкие, солдатские и рекрутские песни, а также колядки и щедривки. Целью группы является исследование и сохранение традиционной украинской музыки.
Ансамбль создан в 2000 году. Основой состава является семья Бутов. Участники с 1997 года ездят по территории Украины, собирая репертуар в фольклорных экспедициях. «Буття» участник фестивалей «Світовид» (2000), «Киевская Русь» (2004), «Країна Мрій» (2004, 2005, 2006), «Шешоры» (2005, 2007), «Skamba skamba canklai» (2005), «Wiliandi» (2005). Группа играет на вечорницах, свадьбах, праздничных забавах, участвует в теле- и радиопередачах, устраивает мастер-классы по обучению народным танцам.

## Состав
- Оксана Бут (пение, цимбалы, бубен)
- Василий Лютый (пение, басоля, бандура)
- Ирина Сосницкая (пение, вторая скрипка)

## Дискография
- «Да й розкопаю я гору» (2001, лирические песни)
- «Поклонімося» (2002, колядки и щедривки)
- «Ой весілля, весіллячко» (2003, свадебная музыка)
- «Мелодії душ» (2004, «поклични» песни)[1]
- «Життя Буття» (2005, инструментальная музыка и пение, свадебные наигрыши, лирические и шуточные песни, щедривки)
- «Танці Буття» (2006, сопровождение к танцам)
- «Коло Буття» (2007, колядки, щедривки, лирические, свадебные, колыбельные песни)
- «Українські побутові танці» (2007, видео-уроки по украинским бытовым танцам)
- «Визвольні пісні» (2008, строевые песни 1913-1954 годов)
- «Українське весілля» (2008, видео-диск, украинский свадебный обряд)
- «На вулиці скрипка грає» (2011, сборник)
- «Великий Хутір» (2010, песни села Велыкый Хутир, Драбивского р-на, Черкасской области)
- «10 років Буття» (2012, юбилейный концерт)
- «До танцю» (2012, музыка к танцам)

## Интервью
- Персонал Плюс - ДУХ ПЕРЕМОГИ В ПОВСТАНСЬКИХ ПІСНЯХ (укр.). Персонал Плюс № 35(130) 18-24 жовтня2007 р.. Дата обращения: 15 декабря 2010. Архивировано из оригинала 26 мая 2012 года.
- 'Буття': Боремся против пассивных слушателей. mycityua.com (18 июня 2007). Дата обращения: 15 декабря 2010. Архивировано из оригинала 26 мая 2012 года.
- Життя «Буття» — Творчість — Каталог статей — РІАР «Віче» (укр.). «Молодь України» № 13, № 6-12 квітня 2006 року.. Дата обращения: 15 декабря 2010. Архивировано 26 мая 2012 года.
- Чим гарніша пісня, тим багатший врожай (укр.). sd.org.ua (14 сентября 2006). Дата обращения: 15 декабря 2010.